# 에리키스 다 시우바 페헤이라
에리키스 다 시우바 페헤이라(포르투갈어: Erikys Da Silva Ferreira, 1995년 5월 15일~)는 브라질의 축구 선수이다.

## 참고 문헌
- “에리키스 다 시우바 페헤이라”. 《천안 시티 FC》. 천안시민프로축구단.